# Parlement communal de Nassau
Le parlement communal de Nassau est un parlement dans le district de Wiesbaden entre 1866 et 1933, en dessous du niveau du parlement provincial de Hesse-Nassau (de).
Alors qu'un parlement provincial est formé pour chaque province du royaume de Prusse, un parlement communal est formé pour chacune des trois régions après l'annexion du duché de Nassau, de l'électorat de Hesse et de la ville libre de Francfort. Dans la province de Hesse-Nassau, la représentation du peuple se fait au niveau des districts de Wiesbaden (le parlement communal de Nassau ) et de Cassel (le parlement communal de l'électorat de Hesse). Jusqu'à la réforme administrative de 1885/86, il y a aussi l'Association communale de Francfort. Le parlement provincial de Hesse-Nassau est composé des députés des deux parlements communaux.

## Composition et élections
Les quatre seigneurs de Nassau siègent au parlement communal de Nassau (le seigneur de Schaumbourg-Holzapfel, le prince de Wied pour la seigneurie de Runkel (de), le comte de Linange-Westerbourg pour Westerburg et le comte de Solms-Rödelheim pour Rödelheim).
En outre, deux députés sont désignés par les grands propriétaires fonciers et deux députés pour chacun des onze arrondissements du district.
Dans le cadre de la réforme administrative de 1885/86, l'arrondissement de Francfort-sur-le-Main (de) est intégré au district de Wiesbaden. En vertu du règlement provincial et d'arrondissement du 8 juin 1885, les arrondissements du districts forment, à la manière des associations provinciales (de), une association communale supérieure appelée association du district de Wiesbaden (également connue sous le nom d'association du district de Nassau). La composition du parlement communal en tant que parlement de l'association du district est modifiée. Les mandats électoraux sont supprimés, les quelque 70 députés sont désormais élus directement dans les 18 circonscriptions (le nombre de députés par circonscription dépend de la population). L'élection est basée sur le système de suffrage à trois classes prussien.

## Comité de gestion
Le parlement municipal élit, en tant que pouvoir exécutif, le comité de gestion avec le directeur de l'État (plus tard gouverneur de l'État). Le comité est composé du président du parlement communal et de six député élus.

## République de Weimar
Après la Révolution de novembre, le parlement communal est élu de manière totalement démocratique pour la première fois. Conformément à la loi sur les parlements provinciaux du 16 juillet 1919, étendue aux parlements communaux par la loi du 4 mai 1920, les députés sont désormais élus à la proportionnelle.

### Résultats des élections
Parts de voix des partis en %
| Élections    | SPD  | Z    | DVP  | DNVP 1 | DDP | KPD 2 | WP  | NSDAP |
| ------------ | ---- | ---- | ---- | ------ | --- | ----- | --- | ----- |
| 21/02/1921 3 | 29,9 | 20.6 | 18.2 | 10.8   | 9.7 | 3.4   |     |       |
| 29/11/1925 4 | 30.6 | 22,5 | 6.3  | 5.4    | 5.9 | 6.4   | 7.8 |       |
| 17/11/1929 5 | 26.2 | 18.9 | 9.7  | 5.2    | 4.5 | 8.2   | 5.1 | 8.2   |
| 12/03/1933   | 17.8 | 16.1 |      | 6.0    |     | 7.0   |     | 48,6  |

1 DNVP : 1921, 1925 et 1929 : DNVP, 1933 : KFSWR (Front de lutte noir-blanc-rouge)

2 KPD : 1921 : VKPD (Parti communiste unifié d'Allemagne), 1925, 1929 et 1933 : KPD

3 1921 : en plus : USPD : 5.3 %

4 1925 : en plus : HNASL (Communauté de travail Hesse-Nassau ville et campagne) : 14,1 %

5 1929 : en plus : CNBL : 8.4 %, majorité des votes du KPD sur le NSDAP
répartition des sièges
| Année  | Total | SPD | Z   | DVP | DNVP 1 | DDP | KPD 2 | WP | NSDAP |
| ------ | ----- | --- | --- | --- | ------ | --- | ----- | -- | ----- |
| 1921 3 | 61    | 18  | 12  | 11  | 7      | 7   | 2     |    |       |
| 1925 4 | 52    | 16  | 12  | 3   | 3      | 4   | 4     | 3  |       |
| 1929 5 | 52    | 14  | dix | 5   | 3      | 3   | 5     | 3  | 4     |
| 1933   | 55    | dix | dix |     | 4      |     | 4     |    | 27    |

1 DNVP : 1921, 1925 et 1929 : DNVP, 1933 : KFSWR

2 KPD : 1921 : VKPD, 1925, 1929 et 1933 : KPD

3 1921 : en plus : USPD : 3 sièges, NaLa : 1 siège

4 1925 : supplémentaire : HNASL : 7 sièges

5 1929 : supplémentaire : CNBL : 5 sièges

## Missions
Les fonctions du parlement de l'État sont l'administration des routes, l'aide sociale, les soins infirmiers et la responsabilité de la banque d'État de Nassau (de) et de la caisse d'épargne de Nassau (de). Dans la République de Weimar, l'association assume également la responsabilité de l'office d'État de protection de la jeunesse et des maisons de jeunesse de l'État.

## Dissolution
Avec la prise du pouvoir par les nationaux-socialistes, le parlement communal est dissous par la loi du 17 juillet 1933. Après la Seconde Guerre mondiale, le comité de gestion est reconstitué, mais aucun parlement communal n'est élu. En 1953 l'association communale est dissolue par le gouvernement de Georg-August Zinn. Le district continué certes d'exister, mais uniquement en tant qu'autorité intermédiaire, sans instance parlementaire. Les tâches sociales sont transférées à l'Association d'État d'aide sociale de Hesse (de).

## Présidents
- Wilhelm Winter (de) (1868–1875)
- Hugo von Matuschka-Greiffenclau (de) (1875–1885)
- Hugo Hilf (1886–1898)
- Gustav Humser (de) (1899-1917)
- Alexander Alberti (de) (1918)
- Wilhelm Schmitz (1920, Parti populaire chrétien)
- Heinrich Hopf (de) (1921–1928, SPD)
- Eduard Gräf (de) (1929-1932, SPD)
- Karl Lange (de) (1933, NSDAP)